# Gran Premio di Germania 1974
Il Gran Premio di Germania 1974, valido anche come Gran Premio d'Europa 1974, è stata la undicesima prova della stagione 1974 del Campionato mondiale di Formula 1. Si è corsa domenica 4 agosto 1974 sul Nürburgring. La gara è stata vinta dallo svizzero Clay Regazzoni su Ferrari; per il vincitore si trattò del secondo successo nel mondiale. Ha preceduto sul traguardo il sudafricano Jody Scheckter su Tyrrell-Ford Cosworth e l'argentino Carlos Reutemann su Brabham-Ford Cosworth.

## Vigilia

### Aspetti tecnici
Le condizioni di sicurezza del tracciato furono ancora causa di polemiche da parte dei piloti. Sotto l'impulso di Jackie Stewart gli organizzatori decisero per alcuni lavori di miglioramento: venne riasfaltata la zona dei box, vennero sostituiti i guardrail e vennero create delle guide in asfalto più ruvido per meglio indicare i limiti dei rettifili.
La Lotus ripresentò il modello 76, che non era impiegato dal Gran Premio del Belgio. Il modello venne affidato al solo Ronnie Peterson, mentre Jacky Ickx proseguì con la vecchia 72E.

### Aspetti sportivi
Si rivide Chris Amon, ancora al volante della vettura che portava il suo nome. Il francese Jacques Laffite, iscritto dalla Token al gran premio di Francia, ma non partecipante, trovò un ingaggio alla Iso-Williams, al posto di Tom Belsø. Ristabilitosi dall'incidente patito poco prima del Gran Premio di Gran Bretagna, Guy Edwards ritrovò il volante della Lola-Hill.
La Scuderia Finotto, che utilizzava una Brabham, iscrisse il pilota locale Manfred Mohr, che però non prese parte all'evento, esattamente com'era successo a Andy Sutcliffe nella gara precedente. La Token concesse la sua vettura alla scuderia Chequered Flag, che portò Ian Ashley come pilota. Ashley, che aveva esperienze in Formula Ford e in Formula 5000, anche in gare di Formula 1 non valide per il campionato, era all'esordio nel mondiale. Non si rividero la Lyncar, il Dempster International Racing Team, il AAW Racing Team e nemmeno la Brabham privata, impiegata a Brands Hatch da Lella Lombardi.

## Qualifiche

### Resoconto
Nelle prove ufficiali del venerdì i più veloci furono i due piloti della Ferrari. Niki Lauda prevalse su Clay Regazzoni per tre decimi. Tra l'altro l'austriaco, nella sessione non ufficiale, fu il primo pilota a chiudere un giro in meno di sette minuti, anche se poi, nelle qualifiche, non riuscì più a scendere sotto questo tempo. L'equilibrio delle vetture italiane era buono, ma venne deciso di modificare la lunghezza della quarta e quinta marcia, per il giorno seguente. L'unico pilota che riuscì a restare in scia al duo di Maranello fu Jody Scheckter, che chiuse a 5 secondi e 6 decimi dal tempo dell'austriaco. Il sudafricano correva per la prima volta sull'impegnativo circuito tedesco. 
A due secondi dal pilota della Tyrrell si piazzò Carlos Reutemann, mentre ancora più staccato risultò Patrick Depailler. Più difficili furono le prove per la Lotus: Ronnie Peterson, che chiuse settimo, a oltre otto secondi dal tempo di Lauda, fu vittima un brutto incidente. Sulla discesa di Adenau si staccò un cerchione della sua monoposto, ma il pilota non ebbe conseguenze fisiche. L'altro pilota della casa inglese, Jacky Ickx, fu limitato da un problema al suo propulsore Ford Cosworth, ove funzionavano solo sette cilindri. 
Altri incidenti coinvolsero Mike Hailwood, che scontò la rottura di una sospensione anteriore nella curva che immetteva sul rettilineo dei box, e Howden Ganley, che terminò ad alta velocità contro un guardrail, ad Hatzenbach, probabilmente anche lui a causa della rottura di una sospensione. Hailwood rimase illeso, mentre il neozelandese riportò fratture ai piedi. Dopo la prima giornata di prove Chris Amon non era in condizioni fisiche adeguate, e dovette cedere la vettura al pilota australiano Larry Perkins, all'esordio nel mondiale di Formula 1.
Al sabato nessuno riuscì a impensierire il duo della Ferrari, con Lauda che colse la sua settima pole position, mentre per la scuderia italiana era la terza volta che riusciva a monopolizzare la prima fila nella stagione. Fece un balzo in classifica Emerson Fittipaldi, che impiegò speciali pneumatici da qualifica, che gli consentirono di abbassare il tempo del venerdì di 5 secondi, e chiudere terzo, davanti a Scheckter. Migliorò anche Patrick Depailler, l'altro pilota della Tyrrell, che scalò quinto.  La classifica non poté essere maggiormente rivoluzionata, a causa di un forte temporale che colpì la zona del tracciato, nella seconda parte delle qualifiche.
Sulla monoposto di Clay Regazzoni, mentre affrontava la discesa di Adenau, avvenne il grippaggio del distributore dell'alimentazione. Ciò fece entrare della benzina finì nei cilindri del motore, poi nei tubi di scarico, prendendo fuoco. Lo svizzero riuscì, senza problema, a fermare la vettura in piena sicurezza. L'elvetico provò poi le gomme da bagnato, nella parte finale della sessione, per testare il muletto, dopo aver testato la vettura a pieno carico di benzina, nella prima parte della sessione.

### Risultati
I risultati delle qualifiche furono i seguenti:
| Pos | Nº | Pilota               | Costruttore                | Tempo       | Griglia |
| --- | -- | -------------------- | -------------------------- | ----------- | ------- |
| 1   | 12 | Niki Lauda           | Ferrari                    | 7'00"80     | 1       |
| 2   | 11 | Clay Regazzoni       | Ferrari                    | 7'01"10     | 2       |
| 3   | 5  | Emerson Fittipaldi   | McLaren-Ford Cosworth      | 7'02"30     | 3       |
| 4   | 3  | Jody Scheckter       | Tyrrell-Ford Cosworth      | 7'03"40     | 4       |
| 5   | 4  | Patrick Depailler    | Tyrrell-Ford Cosworth      | 7'06"20     | 5       |
| 6   | 7  | Carlos Reutemann     | Brabham-Ford Cosworth      | 7'07"20     | 6       |
| 7   | 6  | Denny Hulme          | McLaren-Ford Cosworth      | 7'08"80     | 7       |
| 8   | 1  | Ronnie Peterson      | Lotus-Ford Cosworth        | 7'09"00     | 8       |
| 9   | 2  | Jacky Ickx           | Lotus-Ford Cosworth        | 7'09"10     | 9       |
| 10  | 19 | Jochen Mass          | Surtees-Ford Cosworth      | 7'09"80     | 10      |
| 11  | 16 | Tom Pryce            | Shadow-Ford Cosworth       | 7'09"90     | 11      |
| 12  | 33 | Mike Hailwood        | McLaren-Ford Cosworth      | 7'10"10     | 12      |
| 13  | 24 | James Hunt           | Hesketh-Ford Cosworth      | 7'10"40     | 13      |
| 14  | 28 | John Watson          | Brabham-Ford Cosworth      | 7'10"51     | 14      |
| 15  | 14 | Jean-Pierre Beltoise | BRM                        | 7'10"53     | 15      |
| 16  | 20 | Arturo Merzario      | Iso Marlboro-Ford Cosworth | 7'11"20     | 16      |
| 17  | 8  | Carlos Pace          | Brabham-Ford Cosworth      | 7'12"70     | 17      |
| 18  | 17 | Jean-Pierre Jarier   | Shadow-Ford Cosworth       | 7'14"90     | 18      |
| 19  | 26 | Graham Hill          | Lola-Ford Cosworth         | 7'16"00     | 19      |
| 20  | 9  | Hans-Joachim Stuck   | March-Ford Cosworth        | 7'16"40     | 20      |
| 21  | 21 | Jacques Laffite      | Iso Marlboro-Ford Cosworth | 7'17"60     | 21      |
| 22  | 22 | Vern Schuppan        | Ensign-Ford Cosworth       | 7'20"70     | 22      |
| 23  | 10 | Vittorio Brambilla   | March-Ford Cosworth        | 7'20"80     | 23      |
| 24  | 15 | Henri Pescarolo      | BRM                        | 7'20"90     | 24      |
| 25  | 18 | Derek Bell           | Surtees-Ford Cosworth      | 7'22"00     | 25      |
| 26  | 32 | Ian Ashley           | Token-Ford Cosworth        | 7'24"60     | 26      |
| NQ  | 37 | François Migault     | BRM                        | 7'26"30     | NQ      |
| NQ  | 23 | Tim Schenken         | Trojan-Ford Cosworth       | 7'29"10     | NQ      |
| NQ  | 27 | Guy Edwards          | Lola-Ford Cosworth         | 7'31"50     | NQ      |
| NQ  | 30 | Larry Perkins        | Amon-Ford Cosworth         | 7'46"20     | NQ      |
| NQ  | 30 | Chris Amon           | Amon-Ford Cosworth         | 8'26"20     | NQ      |
| NQ  | 25 | Howden Ganley        | Maki-Ford Cosworth         | senza tempo | NQ      |

## Gara

### Resoconto
Niki Lauda fu autore di una cattiva partenza, tanto da venir sorpreso sia da Clay Regazzoni che da Jody Scheckter. Al quarto posto si pose Carlos Reutemann che precedeva Jochen Mass, Ronnie Peterson e Patrick Depailler. Perse la marcia al via Emerson Fittipaldi, che sollevò il braccio per indicare a tutti gli altri piloti i suoi problemi, ma venne colpito dal suo compagno di scuderia Denny Hulme: il neozelandese non poté proseguire, come invece fu in grado Fittipaldi.
Già alla Nordkehre, la curva che immetteva nella Nordschleife, Lauda tentò di passare Scheckter. Il suo tentativo però risultò troppo precipitoso: la Ferrari colpì la Tyrrell, s'impennò, usci di pista e terminò contro le protezioni, costringendo Lauda al ritiro. Sulla vettura si era scatenato anche un piccolo incendio, presto domato dai commissari. Il pilota austriaco era comunque uscito autonomamente dalla monoposto. Al termine del primo giro Fittipaldi fu costretto a fermarsi ai box, per cambiare uno pneumatico.
La McLaren, poco dopo, decise di rinviare in pista Hulme, utilizzando però il muletto. Ciò costerà la bandiera nera per il neozelandese. Al terzo giro Regazzoni contava una decina di secondi di vantaggio su Scheckter, dodici su Reutemann, mentre erano molto più staccati gli altri piloti, con Mass a venti secondi dal podio, seguito da Depailler, Ickx e Hailwood. Nello stesso giro dovette fermarsi, definitivamente, Emerson Fittipaldi.
Nel corso del giro 6 un temporale colpì la zona del Pflanzgarten: Regazzoni proseguì mantenendo il ritmo, mentre rallentarono, per sicurezza, sia Jody Scheckter che Carlos Reutemann. Ciò permise all'elvetico di ampliare il suo vantaggio a oltre 30 secondi. Mass perse due posizioni, a favore delle due Lotus di Ronnie Peterson e Jacky Ickx. Patrick Depailler, nel tentativo di passare Peterson, finì contro le barriere al ponte di Adenau, e fu costretto a passare ai box e ritirarsi.
Nel giro successivo Peterson fu passato da Ickx, Mass e Mike Hailwood. Regazzoni portò, nel decimo giro, a 50 secondi il margine su Jody Scheckter; Reutemann era staccato di un minuto, e precedeva Ickx, Mass, Hailwood e Peterson. Il giro successivo un problema al motore costrinse Mass al forfait.
Nel tredicesimo giro, sulla discesa di Pflanzgarten, la McLaren di Mike Hailwood piegò verso destra, colpì il guardrail, e si danneggiò pesantemente: Hailwood rimase intrappolato diversi minuti nella vettura, e scontò gravi fratture alla gambe che, di fatto, segnarono la fine della sua carriera automobilistica.
Nell'ultimo passaggio Peterson riprese la posizione al compagno di team Ickx. Clay Regazzoni conquistò la sua seconda vittoria del mondiale di Formula 1, dopo quella al Gran Premio d'Italia 1970. Erano passati 3 anni, 10 mesi e 29 giorni, pari a 51 gran premi iridati, una delle serie più ampie tra due vittorie per un pilota. Completarono il podio Jody Scheckter e Carlos Reutemann. Al sesto posto si classificò Tom Pryce, per la prima volta in zona punti. Nessuna McLaren concluse la gara, cosa che non capitava dal 1971.

### Risultati
I risultati del gran premio sono i seguenti:
| Pos | No | Pilota               | Costruttore                | Giri | Tempo/Ritiro  | Pos. Griglia | Punti |
| --- | -- | -------------------- | -------------------------- | ---- | ------------- | ------------ | ----- |
| 1   | 11 | Clay Regazzoni       | Ferrari                    | 14   | 1h41'35"0     | 2            | 9     |
| 2   | 3  | Jody Scheckter       | Tyrrell-Ford Cosworth      | 14   | + 50"7        | 4            | 6     |
| 3   | 7  | Carlos Reutemann     | Brabham-Ford Cosworth      | 14   | + 1'23"3      | 6            | 4     |
| 4   | 1  | Ronnie Peterson      | Lotus-Ford Cosworth        | 14   | + 1'24"2      | 8            | 3     |
| 5   | 2  | Jacky Ickx           | Lotus-Ford Cosworth        | 14   | + 1'25"0      | 9            | 2     |
| 6   | 16 | Tom Pryce            | Shadow-Ford Cosworth       | 14   | + 2'18"1      | 11           | 1     |
| 7   | 9  | Hans-Joachim Stuck   | March-Ford Cosworth        | 14   | + 2'58"7      | 20           |       |
| 8   | 17 | Jean-Pierre Jarier   | Shadow-Ford Cosworth       | 14   | + 3'25"9      | 18           |       |
| 9   | 26 | Graham Hill          | Lola-Ford Cosworth         | 14   | + 3'26"4      | 19           |       |
| 10  | 15 | Henri Pescarolo      | BRM                        | 14   | + 4'17"7      | 24           |       |
| 11  | 18 | Derek Bell           | Surtees-Ford Cosworth      | 14   | + 5'17"7      | 25           |       |
| 12  | 8  | Carlos Pace          | Brabham-Ford Cosworth      | 14   | + 6'26"3      | 17           |       |
| 13  | 10 | Vittorio Brambilla   | March-Ford Cosworth        | 14   | + 8'43"1      | 23           |       |
| 14  | 32 | Ian Ashley           | Token-Ford Cosworth        | 13   | + 1 giro      | 26           |       |
| 15  | 33 | Mike Hailwood        | McLaren-Ford Cosworth      | 12   | Incidente     | 12           |       |
| Rit | 19 | Jochen Mass          | Surtees-Ford Cosworth      | 10   | Motore        | 10           |       |
| Rit | 24 | James Hunt           | Hesketh-Ford Cosworth      | 10   | Cambio        | 13           |       |
| Rit | 4  | Patrick Depailler    | Tyrrell-Ford Cosworth      | 5    | Incidente     | 5            |       |
| Rit | 20 | Arturo Merzario      | Iso Marlboro-Ford Cosworth | 5    | Acceleratore  | 16           |       |
| Rit | 14 | Jean-Pierre Beltoise | BRM                        | 4    | Alimentazione | 15           |       |
| Rit | 22 | Vern Schuppan        | Ensign-Ford Cosworth       | 4    | Cambio        | 22           |       |
| Rit | 5  | Emerson Fittipaldi   | McLaren-Ford Cosworth      | 2    | Sospensione   | 3            |       |
| Rit | 21 | Jacques Laffite      | Iso Marlboro-Ford Cosworth | 2    | Sospensione   | 21           |       |
| Rit | 28 | John Watson          | Brabham-Ford Cosworth      | 1    | Sospensione   | 14           |       |
| Rit | 12 | Niki Lauda           | Ferrari                    | 0    | Incidente     | 1            |       |
| SQ  | 6  | Denny Hulme          | McLaren-Ford Cosworth      | 0    | Squalificato  | 7            |       |
| NQ  | 37 | François Migault     | BRM                        |      |               |              |       |
| NQ  | 23 | Tim Schenken         | Trojan-Ford Cosworth       |      |               |              |       |
| NQ  | 27 | Guy Edwards          | Lola-Ford Cosworth         |      |               |              |       |
| NQ  | 30 | Larry Perkins        | Amon-Ford Cosworth         |      |               |              |       |
| NQ  | 30 | Chris Amon           | Amon-Ford Cosworth         |      |               |              |       |
| NQ  | 25 | Howden Ganley        | Maki-Ford Cosworth         |      |               |              |       |
| NA  | 29 | Manfred Mohr         | Brabham-Ford Cosworth      |      |               |              |       |

## Statistiche
Piloti
- 2ª vittoria per Clay Regazzoni
- 50º Gran Premio per Mike Hailwood
- 1º Gran Premio per Ian Ashley e Jacques Laffite
- Ultimo Gran Premio per Mike Hailwood

Costruttori
- 52° vittoria per la Ferrari
- 60° podio per la Brabham

Motori
- 52° vittoria per il motore Ferrari

Giri al comando
- Clay Regazzoni (1-14)

## Classifiche

### Piloti
| Pos. | Pilota               | Punti |
| ---- | -------------------- | ----- |
| 1    | Clay Regazzoni       | 44    |
| 2    | Jody Scheckter       | 41    |
| 3    | Niki Lauda           | 38    |
| 4    | Emerson Fittipaldi   | 37    |
| 5    | Ronnie Peterson      | 22    |
| 6    | Carlos Reutemann     | 14    |
| 7    | Denny Hulme          | 12    |
| 8    | Jacky Ickx           | 12    |
| 9    | Mike Hailwood        | 12    |
| 10   | Patrick Depailler    | 11    |
| 11   | Jean-Pierre Beltoise | 10    |
| 12   | Jean-Pierre Jarier   | 6     |
| 13   | Hans-Joachim Stuck   | 5     |
| 14   | James Hunt           | 4     |
| 15   | Carlos Pace          | 3     |
| 16   | Arturo Merzario      | 1     |
| 17   | John Watson          | 1     |
| 18   | Graham Hill          | 1     |
| 19   | Tom Pryce            | 1     |

### Costruttori
| Pos. | Team                       | Punti |
| ---- | -------------------------- | ----- |
| 1    | Ferrari                    | 57    |
| 2    | McLaren-Ford Cosworth      | 49    |
| 3    | Tyrrell-Ford Cosworth      | 45    |
| 4    | Lotus-Ford Cosworth        | 29    |
| 5    | Brabham-Ford Cosworth      | 15    |
| 6    | BRM                        | 10    |
| 7    | Shadow-Ford Cosworth       | 7     |
| 8    | March-Ford Cosworth        | 5     |
| 9    | Hesketh-Ford Cosworth      | 4     |
| 10   | Surtees-Ford Cosworth      | 3     |
| 11   | Iso Marlboro-Ford Cosworth | 1     |
| 12   | Lola-Ford Cosworth         | 1     |